# محمد حسن هيتو
محمد حسن هيتو (1362 هـ / 1943 م) عالم في أصول الفقه أزهري سوري، وأستاذ جامعي. وله اهتمام بالعلوم الشرعية الإسلامية المختلفة، كالعقيدة والفقه وعلم الحديث. درس في جامعة الأزهر وحصل منها على شهادة دكتوراه. اشتهر بتشجيعه على الاهتمام بتعلُّم العلوم الشرعية، وذمِّ الجرأة على الفتوى من غير علم كافٍ، وله كتاب في هذا الموضوع سمَّاه «المتفيهقون».

## أصله وعائلته
ولد الدكتور محمد حسن هيتو في دمشق، في 11 ذي القعدة 1362هـ الموافق 10 أكتوبر (تشرين الأول) 1943م، أسرة هيتو التي تنتمي إلى عشيرة الشيخانية، وهي عشيرة عربية عاشت بين الأكراد، أصلها يعود إلى الشيخ عبد القادر الجيلاني الذي يعود نسبه إلى الحسن بن علي بن أبي طالب رضيَ الله عنه، وعائلة هيتو مشهورة بالاهتمام بالعلوم الدينية. جد والد الشيخ كان قائداً عسكرياً كبيراً في الدولة العثمانية، نشأ والد الشيخ يتيماً، فقد توفيت أمه وعمره تسعة أشهر، وتوفي أبوه وعمره ست سنوات، فكفلته عمته واعتنت به وبماله.

## تحصيله
كان والداه حريصين على تعليمه، فدخل المدرسة الابتدائية ثم المتوسطة، ثم التحق بمدرسة جودت الهاشمي الثانوية، فنجح بالثانوية بتفوق، وكان ينوي السفر إلى ألمانيا لدراسة الصواريخ والأقمار الصناعية، حيث كان توجهه علمياً رياضياً، ولكن عندما كان في الصف الحادي عشر تحولت توجهاته العلمية إلى الرغبة بدراسة العلوم الشرعية، فأخبر أهله أنه يريد الذهاب إلى جامع الأزهر الشريف، فرفض أبوه ذلك رفضاً قاطعاً، خوفا عليه من أن «يعيش على الصدقات» كما كان يظن لجهله بحال العلماء، ولكن الشيخ أصر على السفر إلى الأزهر، وقال لأهله: «لو بقي في عمري يوم سأموته في الأزهر»، ولكن أباه رفض ذلك فاضطر الشيخ إلى التسجيل بكلية الشريعة بجامعة دمشق، فلما عرف أبوه هذا غضب وأجبره على الانسحاب منها، فانسحب منها وسجل في قسم الجيولوجيا في كلية الآداب وهو غير راغب بها على الإطلاق، ثم قال لأهله أنه يرغب في الذهاب إلى ألمانيا فوافق أبوه على ذلك وفرح، ولكن رغبته في الدراسة في الأزهر كانت أكبر من إصرار أبيه ورفضه لذلك، فقام بدون علم أبيه بإخراج جواز سفر للقاهرة، فسافر أولاً إلى الأردن مدعياً أنه خارج في رحلة مع الجامعة، وذلك في عام 1964م، ومن الأردن سافر إلى القاهرة، وقد كان الوضع السياسي في القاهرة متأزماً في ذلك الوقت، فمنعوه من الدخول وأرادوا إرجاعه إلى سوريا، ولكنه رفض وأصر على البقاء، فظل في المطار حتى صدر قرار استثنائي سمح له بالدخول.
أراد الشيخ محمد أن يلتحق بالأزهر الشريف فواجهته بعض الصعوبات منها: أنه كان حاصلاً على شهادة ثانوية علمية، والقانون كان يشترط على من يريد الالتحاق بكلية الشريعة أن يكون حاصلاً على الشهادة الأدبية، ولكن يسّر الله تعالى له فتمكن من الالتحاق بعد عناء طويل وبعد أن نجح ببعض الامتحانات التجريبية. عاش الشيخ في بداية مرحلته الدراسية بدون منحة دراسية، ولم يكن أهله يمدونه بالمال لمخالفته أمرهم، فعاش فقيراً في سبيل تعلم العلوم الشرعية الإسلامية، ثم فرّج الله تعالى عنه ونال المنحة الدراسية واتفق مع أهله، فتفرغ لطلب العلم. استمر الشيخ بالدراسة في الأزهر حتى حصل على شهادة الدكتوراة في علم أصول الفقه، وعمل بعدها مدرساً في الكويت، وله نشاط في الدعوة الإسلامية، ومشاركة في إعداد الموسوعة الفقهية.

## شيوخه
- شحاتة محمد شحاتة، درس عنده الفقه.
- محمود عبد الدايم، درس عنده التوحيد والفقه الشافعي.
- مصطفى مجاهد عبد الرحمن، درس عنده الفقه والأصول والتفسير.
- مصطفى عبد الخالق، درس عنده أصول الفقه والنحو.
- عبد الغني عبد الخالق، درس عنده أصول الفقه.
- جاد الرب رمضان، درس عنده الفقه الشافعي.
- محمد سليمان الشندويلي، قرأ عليه روايتَي حفص وشعبة عن عاصم، وقراءة قالون وورش.
- طه الديناري.
- حسن وهدان.
- الحسين الشيخ، درس عنده الفقه الخلافي.
- كامل حسن، درس عنده التفسير.
- محمد عمارة، درس عنده النحو.
- محمد علي النجار، درس عنده النحو.

## كتبه ومؤلفاته
للشيخ مجموعة من الكتب منها:
1. الحديث المرسل، حجيته وأثره.
2. الوجيز في أصول التشريع الإسلامي.
3. كشف الستر عن سنية القنوت في صلاة الفجر.
4. الإمتاع في أحكام الرضاع.
5. الدين والعلم.
6. العقل والغيب.
7. المتفيهقون.
8. الاجتهاد وطبقات مجتهدى الشافعية.
9. الإعجاز القرآني العلمي والغيبي.
10. الخلاصة في أصول الفقه.
11. الإمام الشيرازي: حياته وآراؤه الأصولية، وهي المقدمة لكتاب «التبصرة في أصول الفقه للشيرازي».

### في التحقيق
1. المنخول، للإمام الغزالي.
2. التمهيد، للإسنوي.

## وصلات خارجية
- المستنير
- محاضرات في أصول الفقه - شرح منهاج الوصول إلى علم الأصول للقاضي البيضاوي
- شرح صحيح مسلم
- محاضرات في الفقه - شرح منهاج الطالبين للنووي